# Karl Wilhelm Gropius
Karl Wilhelm Gropius, född 4 april 1793 i Braunschweig, död 20 februari 1870 i Berlin, var en tysk konstnär. Han var kusin till Martin Gropius.
Gropius blev 1819 hovteatermålare i Berlin och utövade som sådan en betydelsefull verksamhet. Gropius hade ett stort antal lärjungar, bland annat Emil Roberg. Även för sitt landskaps- och prospektmåleri skattades han högt och hade över huvud taget stor betydelse för Berlins konstliv, framför allt genom sin konsthandlarverksamhet och de måleriutställningar han anordnade.